# Johann Hinnemann
Johann Hinnemann (29 de agosto de 1948) es un jinete alemán que compitió en la modalidad de doma.
Ganó dos medallas en el Campeonato Mundial de Doma de 1986 y dos medallas en el Campeonato Europeo de Doma de 1987.

## Palmarés internacional
| Campeonato Mundial | Campeonato Mundial      | Campeonato Mundial | Campeonato Mundial |
| Año                | Lugar                   | Medalla            | Categoría          |
| ------------------ | ----------------------- | ------------------ | ------------------ |
| 1986               | Cedar Valley (Canadá)   | Medalla de oro     | Por equipos        |
| 1986               | Cedar Valley (Canadá)   | Medalla de bronce  | Individual         |
| Campeonato Europeo |                         |                    |                    |
| Año                | Lugar                   | Medalla            | Categoría          |
| 1987               | Leicester (Reino Unido) | Medalla de oro     | Por equipos        |
| 1987               | Leicester (Reino Unido) | Medalla de bronce  | Individual         |